# Stella Stratigou
Stella Stratigou (řecky Στέλλα Στρατηγού; 1931 – 9. října 2005 Athény) byla řecká divadelní a filmová herečka. Zemřela 9. října 2005. Jejími sourozenci byli Stefanos, Aleka, Rena a Iklena.

## Vybraná filmografie
| Rok  | Film                           | Transliterace a překlad                  |
| ---- | ------------------------------ | ---------------------------------------- |
| 1955 | The Three Babies               | Τα τρία μωρά Ta tria mora                |
| 1957 | Barba Giannia o Kanatas        | Μπαρμπα Γιάννης ο Κανατάς                |
| 1957 | To koritsi tis ftochogeitonias | Το κορίτσι της φτωχογειτονιάς            |
| 1967 | Kalos ilthe to dollario        | Καλώς ήλθε το δολάριο Welcome the Dollar |